# Usha Chilukuri Vance
Usha Chilukuri Vance (amb el nom de naixement, Usha Bala Chilukuri; 6 de gener de 1986) és una advocada estatunidenca que exerceix com a segona dama dels Estats Units des del gener de 2025, com a esposa del vicepresident J. D. Vance. És la primera asiàtica i hindú estatunidenca en aquest càrrec.
Vance va néixer al comtat de San Diego, de pares immigrants indis telugus i es va criar en un suburbi de classe mitjana alta. Es va graduar a la Universitat Yale amb una llicenciatura en història i a la Facultat de Dret de Yale amb un títol de Juris Doctor. Després de l'escola de dret, va exercir com a secretària de diversos jutges federals, com ara John Roberts, Brett Kavanaugh i Amul Thapar.
El 2019, Vance va ser admesa al Col·legi de l'Advocacia del Districte de Colúmbia i, posteriorment, va treballar per a un despatx d'advocats que s'encarregava de litigis civils i apel·lacions en casos relacionats amb educació superior, govern local, entreteniment i tecnologia. Va renunciar a la seva feina al bufet d'advocats el juliol de 2024.
A la Convenció Nacional Republicana de 2024, Vance va pronunciar el discurs de presentació del seu marit, J. D. Vance. Sovint viatjava amb ell als esdeveniments de la seva campanya a la vicepresidència, i apareixia de tant en tant a l'escenari. La parella té tres fills.